# Baeodromus albertensis
Baeodromus albertensis är en svampart som beskrevs av Conners 1991. Baeodromus albertensis ingår i släktet Baeodromus och familjen Pucciniosiraceae.   Inga underarter finns listade i Catalogue of Life.